# Сепульведа, Кеннан
Кеннан Хесус Сепульведа Асеведо (исп. Kennan Jesús Sepúlveda Acevedo; 8 февраля 2002, Вальпараисо, Чили) — чилийский футболист, нападающий клуба «Сантьяго Уондерерс».

## Клубная карьера
Сепульведа — воспитанник клуба «Сантьяго Уондерерс». 2 июня 2019 года в матче против «Пуэрто-Монта» он дебютировал во второй чилийской Примере. В этом же поединке Кеннан забил свой первый гол за «Сантьяго Уондерерс». В своём дебютном сезоне Сепульведа помог клубу выйти в элиту. 16 января 2021 года в матче против «Уачипато» он дебютировал в чилийской Примере.

## Международная карьера
В 2019 году в составе юношеской сборной Чили Супельведа принял участие в юношеском чемпионате Южной Америки в Перу. На турнире он сыграл в матчах против команд Венесуэлы, Аргентины, Боливии и Перу.
В 2019 году в составе юношеской сборной Чили Сепульведа принял участие в юношеском чемпионате мира в Бразилии. На турнире он сыграл в матчах против команд Франции, Гаити, Южной Кореи и Бразилии. 